# Rhizamoeba
A Rhizamoeba a monotipikus Rhizamoebidae szabadon élő tengeri lebenyes amőbáinak egyetlen nemzetsége a Leptomyxida kládban. Legközelebbi rokonai a Leptomyxa és a Flabellula, egyes korábban ide sorolt fajok molekuláris adatok alapján a Leptomyxába kerültek.

## Történet
Típusfaját, a Rhizamoeba polyurát 1972-ben, második faját, a R. saxonicát 1974-ben írta le Page. 1985-ben a Ripidomyxa australiensist – ezzel érvénytelenítve az addig monotipikus Ripidomyxa nemzetséget –, 1988-ban a Leptomyxa flabellatát helyezte át ide. Ennek eredményeként a rögzítő farokszerkezetű általában monopodiális és nem perforált plazmódiumú fajok e nemzetségbe kerültek. Később Smirnov et al. 2009-ben, Mrva 2017-ben írták le további fajait. Page eredeti leírása szerint a Leptomyxida szinte bármely ideiglenesen monopodiális mozgó állapotú faja a nemzetségbe sorolható, mert a leíráshoz használt többi morfológiai jellemző, például a farokfonalak és az alkalmankénti sejtplazma-kiemelkedések, a Leptomyxida nagy részében jelen van.
2007-ben Smirnov et al. kimutatták, hogy a R. saxonica CCAP 1570/2 – a legkorábban leírt R. saxonica-törzs – a legkorábban kialakult Leptomyxida-klád, így filogenetikailag távol van a korábban ugyanide sorolt ATCC 50742 törzstől, mely a Paraflabellula tagjának bizonyult – testvérfaja a Paraflabellula hoguae, a két faj csoportjáé pedig a Paraflabellula reniformis – de nem írták le új fajként, mivel nem volt róla morfológiai adat. Emellett a Rhizamoebában szereplő többi ATCC-törzset is vizsgálandóként és megfelelően meghatározandóként írták le Dyková et al. változatos helyzeteik miatt. Emellett a R. saxonicáról leírták, hogy kolloszómái, mozgó alakja változásai, magasabb hossz/szélesség aránya és sokkal kevésbé buzogányszerű alakja miatt önálló nemzetségbe sorolható lehet.
2016-ban Thomas Cavalier-Smith et al. a Leptomyxida kládba sorolták.
Mivel molekuláris adatok alapján a korábbi Leptomyxa- és Rhizamoeba-szekvenciák keveredtek, Smirnov et al. 2017-ben a legtöbb Rhizamoeba-fajt a Leptomyxába helyezték át, így a nemzetség 3 fajból állt: ezek a R. saxonica Page 1974, a R. polyura Page 1972 és a R. matisi Mrva 2017 in Smirnov 2017, és kimutatták, hogy a mozgó állapot morfológiája nem különbözteti meg egyértelműen a két nemzetséget, így a molekuláris filogenetika az elsődleges a két nemzetség közti döntéskor.

### Rendszertantörténet
Page eredetileg a Hartmannellidaebe helyezte a nemzetséget, de Pussard és Pons 1976-ban a Leptomyxida tagjaival mutattak ki nagyobb hasonlóságot lapokká való terjedésre való képessége és rögzítő fonalak alkotására való hajlama miatt, így a Rhizamoebát a Leptomyxidae tagjaként sorolták be. Page 1976-ban hasonló eredménye alapján sorolta be a Leptomyxa flabellatát és a „Ripidomyxa australiensis”t.

## Morfológia
Általában mozgása során megjelenő morfológiájukkal jellemzik, mely általában monopodiális (egy állábú), csigaszerű és legyezőszerű alak közt váltakozó. Általában 1 magja van, amikor több van, 50-nél kevesebb van. Farokszerkezete mindig van, a R. saxonica membránja alatt több kolloszóma van.

## Életmód
Algivor: Thalassiosira- és Odontella-fajokat eszik.

## Életciklus
Axiális sejtplazma-áramlású csőszerű és szabálytalan sejtplazma-áramlású lapos sejt közt váltakozhat.
Általában egymagvú, de például egy R. polyura-kultúrában megfigyeltek 2, 3, 4 és 16 magvú sejtet is.

## Rendszertan
A nemzetség korábban parafiletikus volt, így 2 faját áthelyezték a Leptomyxába, ezek a Leptomyxa australiensis (korábban R. australiensis) és a Leptomyxa neglecta (korábban R. neglecta). Így 3 igazolt Rhizamoeba-faj van:
- Rhizamoeba saxonica Page 1974
- Rhizamoeba polyura Page 1972
- Rhizamoeba matisi Mrva in Smirnov et al. 2017

Más lehetséges fajai a közölt adatok hiánya vagy rossz dokumentáció miatt nomen dubiumként vannak besorolva, például ilyen a Rhizamoeba schnepfii Kühn 1996/1997 (nomen dubium, mert nem szerepel kultúragyűjteményben), a Trichamoeba caerulea Schaeffer 1926 és a Trichamoeba clava Schaeffer 1926 (mindkettő a Rhizamoebába került át 1980-ban, de rosszul dokumentált), az Amoeba clavarioides Penard 1902 (fénymikroszkóppal R. clavarioidesként azonosítva)), a Polychaos timidum Bovee 1972 (fénymikroszkóppal R. timidumként azonosítva) stb.
A Polychaos timidum Bovee 1972 feltehetően a Rhizamoeba faja lehet.

## Genetika
A R. saxonica 3 integrin-β-paralóggal rendelkezik, genomja az integrinmediált adhéziós komplex majdnem egészét kódolja.

## Evolúció
Proterozoikumi fosszíliák alapján az Arcellinida és a Rhizamoeba mintegy 1 milliárd, míg a megbízhatóbb fanerozoikumiakra korlátozott kutatások szerint 600 millió évvel ezelőtt váltak el. Molekuláris óra alapján több mint 1,1 milliárd évvel ezelőtt válhattak a csoportok el.

## Fordítás
Ez a szócikk részben vagy egészben  a   Rhizamoeba című angol Wikipédia-szócikk ezen változatának fordításán alapul.  Az eredeti cikk szerkesztőit annak laptörténete sorolja fel. Ez a jelzés csupán a megfogalmazás eredetét és a szerzői jogokat jelzi, nem szolgál a cikkben szereplő információk forrásmegjelöléseként.